# Dynasty Cup 1998
De Dynasty Cup 1998 was de derde editie van het voetbaltoernooi voor nationale landenteams in de regio Oost-Azië. Het is de voorloper van het Oost-Aziatisch kampioenschap voetbal. Het toernooi werd gehouden van 1 tot en met 7 maart 1995. De speelsteden waren Yokohama en Tokio, in Japan.
Japan won het toernooi.

## Eindstand
| Team       | WG | W | G | V | DV | DT | DS | Ptn. |
| ---------- | -- | - | - | - | -- | -- | -- | ---- |
| Japan      | 3  | 2 | 0 | 1 | 7  | 4  | +3 | 6    |
| China      | 3  | 2 | 0 | 1 | 4  | 2  | +2 | 6    |
| Zuid-Korea | 3  | 2 | 0 | 1 | 4  | 3  | +1 | 6    |
| Hongkong   | 3  | 0 | 0 | 3 | 1  | 7  | –6 | 0    |

## Wedstrijden
|                                 |                     |       |                   |                                                                                                  |
| 1 maart 1998 «onderlinge duels» | Japan               | 2 – 1 | Zuid-Korea        | Internationaal Stadion Yokohama, Yokohama Toeschouwers: 59.380 Scheidsrechter: Ali Bujsaim (UAE) |
| 1 maart 1998 «onderlinge duels» | Nakayama 18' Jo 89' |       | 21' Lee Sang-Yoon | Internationaal Stadion Yokohama, Yokohama Toeschouwers: 59.380 Scheidsrechter: Ali Bujsaim (UAE) |

|                                 |                 |       |          | |
| 1 maart 1998 «onderlinge duels» | China           | 1 – 0 | Hongkong | Internationaal Stadion Yokohama, Yokohama Toeschouwers: 40.000 Scheidsrechter: Masayoshi Okada (JPN) |
| 1 maart 1998 «onderlinge duels» | Zhang Enhua 59' |       |          | Internationaal Stadion Yokohama, Yokohama Toeschouwers: 40.000 Scheidsrechter: Masayoshi Okada (JPN) |

|                                 |                                                        |       |             | |
| 4 maart 1998 «onderlinge duels» | Japan                                                  | 5 – 1 | Hongkong    | Internationaal Stadion Yokohama, Yokohama Toeschouwers: 50.743 Scheidsrechter: Abdul Rahman Al-Zeid (KSA) |
| 4 maart 1998 «onderlinge duels» | Nakata 22', 36' (pen.) Masuda 40' Nanami 71' Lopes 85' |       | 34' Tempest | Internationaal Stadion Yokohama, Yokohama Toeschouwers: 50.743 Scheidsrechter: Abdul Rahman Al-Zeid (KSA) |

|                                 |                                      |       |             | |
| 4 maart 1998 «onderlinge duels» | Zuid-Korea                           | 2 – 1 | China       | Internationaal Stadion Yokohama, Yokohama Toeschouwers: 39.484 Scheidsrechter: Pirom Un-Prasert (THA) |
| 4 maart 1998 «onderlinge duels» | Choi Sung-yong 38' Lee Sang-yoon 42' |       | 15' Li Bing | Internationaal Stadion Yokohama, Yokohama Toeschouwers: 39.484 Scheidsrechter: Pirom Un-Prasert (THA) |

|                                 |       |                 |       |                                                                                          |
| 7 maart 1998 «onderlinge duels» | Japan | 0 – 2           | China | Olympisch Stadion, Tokio Toeschouwers: 53.226 Scheidsrechter: Abdul Rahman Al-Zeid (KSA) |
| 7 maart 1998 «onderlinge duels» |       | 9', 50' Li Bing |       | Olympisch Stadion, Tokio Toeschouwers: 53.226 Scheidsrechter: Abdul Rahman Al-Zeid (KSA) |

|                                 |                    |       |          |                                                                                     |
| 7 maart 1998 «onderlinge duels» | Zuid-Korea         | 1 – 0 | Hongkong | Olympisch Stadion, Tokio Toeschouwers: 27.668 Scheidsrechter: Masayoshi Okada (JPN) |
| 7 maart 1998 «onderlinge duels» | Choi Yong-soo 90+' |       |          | Olympisch Stadion, Tokio Toeschouwers: 27.668 Scheidsrechter: Masayoshi Okada (JPN) |